# Беренштам, Владимир Вильямович
Владимир Вильямович Беренштам (30 декабря 1870 (12 января 1871), Киев — 31 октября 1931, Ленинград) — российский адвокат, публицист. Защитник эсера Каляева.

## Биография
Работал санитаром в Саратовской губернии во время эпидемии тифа и холеры. Был в ссылке в Полтаве. Был присяжным поверенным в Санкт-Петербурге. Участник группы политических защитников. Выступал в качестве адвоката на известных политических процессах: по делу И. П. Каляева (1905). При большевиках недолго исполнял обязанности юрисконсульта в торгпредстве в Праге. Автор литературных очерков, в том числе очерка, посвященному Л.Д.Троцкому, роли и личности которого В.В.Беренштам придавал большое значение. В 1905 г. сделал серию фотографий Троцкого, которые были опубликованы в книге Д.Ф.Сверчкова "На заре революции" (Л., 1925).
Похоронен на Казачьем кладбище Александро-Невской лавры. Могила Беренштама уничтожена в 1970-е годы, а в 1981-м и 1984-м на этом месте сделаны новые захоронения и поставлены памятники. «Первый рабочий адвокат в России и политический защитник» — надпись на памятнике из красного гранита. Могила находится: 10 ряд справа от Собора, 3-я могила.
- Дед — православный философ Орест Маркович Новицкий (25 января(6 февраля)1806 — 4(16) июня 1884). Родился в Новгороде-Волынском Волынской губернии, в дворянской семье. Окончил Киевскую духовную академию (1831). Преподавал в академии, читал курсы по логике, истории философии, психологии, этике в Киевском университете (1834—1850). После закрытия философских кафедр в университетах служил цензором. С 1863 — председатель Киевского цензурного комитета. Курс логики читался Новицким на основе систем В.Круга, Бахмана и Ф.Фишера, курс опытной психологии — по системе Эшенмайера и Каруса, общий курс истории философии базировался на трудах В.Кузена, Г.Риттера, Ф.Крейцера. Умер в г. Киеве.
- Отец: Беренштам, Вильям (Василий) Людвигович (19 ноября 1839 — 10 ноября 1904, Киев). Сын купца Людвига Иоанна Беренштама, еврея-лютеранина, приехавшего из Курляндии[5]. Окончил Киевский университет. Статский советник. Преподавал в военной гимназии в Киеве, других городах. Украинофил. В 1870-х гг. был членом Украинской «Громады». Гласный Киевской городской думы. Общественный деятель, педагог (история, география) и археолог. Организатор бесплатных воскресных школ для рабочих и ремесленников. Основатель Юго-Западного отделения Русского географического общества. В Петербурге принимал участие в организации панихид по Т. Шевченко, был составителем произведений Кобзаря в 1883—1887 годах в Петербурге. Автор ряда статей о Т. Шевченко и двух книг, посвящённых украинской культуре[6].
- Брат: Михаил Вильямович Беренштам — присяжный поверенный в Санкт-Петербурге, вместе с Новиковым Вячеславом Николаевичем подготовил несколько изданий комментариев дореволюционных Уставов гражданского и уголовного судопроизводств. Исполнял обязанности товарища председателя Совета присяжных поверенных при Санкт-Петербургской судебной палате[7].
- Сестра — Мария Вильямовна Кистяковская (урожд. Беренштам; псевд. Берен М. В.; 1869 — 25.02.1932), литератор, жена теоретика права и социолога Б. А. Кистяковского. Вместе с Н. К. Крупской преподавала в рабочих школах в Петербурге. Её перу принадлежат несколько книг по педагогике, в том числе: «Рассказы о борьбе человека с природой» (с 1897 по 1927 г. книга выдержала 7 изданий), «Первый опыт свободной трудовой школы», «Дом свободного ребенка» (М.-Пг., 1923; Изд. 2-е: М., 1924. В соавторстве с Е. Е. Горбуновой-Посадовой).

Могила Беренштама на Казачьем кладбище Александро-Невской лавры Санкт-Петербурга.

## Сочинения
- За право! (1906)
- В гиблых местах: Мемуары (1906)
- В гиблых местах: Из путевых впечатлений поездки в Якутскую область (1906)
- Около политических (1908)
- В защите (1912)
- Из жизни (1910)
- Из пережитого. Пг., 1915.
- В.Г. Короленко как общественный деятель и в домашнем кругу. Берлин: Из-во "Москва", 1922.
- В боях политических защит. Л.-М., 1925.
- В борьбе за право. [Воспоминания защитника по политическим делам в царское время]. Для детей старшего возраста. М., 1930
- Дело С. И. Сырцова: (Воспоминания защитника) // Суд идет, 1929, № 13, стб. 693 - 702. (авг. 1915. Защита в Петроградском военно - окружном суде большевика, студента Петроградского политехнического института С. И. Сырцова, обвинявшегося в антивоенной пропаганде)
- За кулисами "суда": (Из воспоминаний полит. защитника воен. - полевых "судов"). - Былое, 1924, № 34, с. 147 - 162. (Начало 900 - х гг. Изменения приговоров военно - полевых судов командующими войсками военных округов. В тексте - письма к автору помощника командующего войсками Петербургского военного округа генерала М. А. Газенкампфа).
- "Максвельское дело". - В кн.: Беренштам В. В. В боях политических защит. Л.; М., 1925, с. 5 - 20, 33 - 36.  Др. публ. - В кн.: Беренштам В. В. В огне защиты. Пб., 1909; 2 - е изд. Пг., 1918.
- На фабрике Д. Д. Максвелля: (Из рабочей адвокат. практики). - Суд идет, 1924, № 13/14, стб. 753 - 762. (   1898 - 1906. Стачка рабочих на Спасской и Петровской мануфактурах Петербурга по рассказам очевидцев и судебному процессу. Аресты. Расправа полиции с рабочими. Суд. Организация защиты рабочих. Приговор. Разоблачение в печати (1906) пристава Н. П. Барача и последовавшее обвинение автора в клевете на должностное лицо).
- "Полтавские беспорядки". - В кн.: Беренштам В. В. В боях политических защит. Л.; М., 1925, с. 43 - 58. Др. публ. - В кн.: Беренштам В. В. В огне защиты. Пб., 1909; 2 - е изд. Пг., 1916. (1902. Беллетризованные воспоминания. Процесс над крестьянами Полтавской губернии по обвинению их в разграблении помещичьих усадеб. Сведения о положении крестьян, крестьянских волнениях).
- Судебный процесс Петербургского Совета рабочих депутатов 1905 г. - Красная летопись, 1930, № 5, с. 5 - 27. (1906. Предварительные встречи защитников с подсудимыми. Судебные заседания. Показания подсудимых и свидетелей. Осмотр вещественных доказательств по делу. Речь защитника О. О. Грузенберга. Приговор).
- 1905 г. в Прибалтике. - М: Литиздат, 1926. - 28 с. Др. публ. (отрывки) - Вестник Европы, 1912, кн. 5. (Действия карательного отряда в местечках Глазаманка и Крейцбург Двинского уезда Витебской губернии. Разбор в суде Ревеля "руенского дела" по обвинению 16 человек в разгроме и сожжении помещичьей усадьбы (местечко Руен Вольмарского уезда Лифляндской губернии). Военно - карательные суды в прибалтийских губерниях).
- Военно - полевые суды // Образование, 1907, № 3, отд. 2, с. 105 - 122.